# Joseph Le Bel
Joseph Achille Le Bel (ur. 21 stycznia 1847 w Péchelbronn, zm. 6 sierpnia 1930 w Paryżu) – francuski chemik organik. Studiował na École polytechnique w Paryżu. Prowadził badania ze stereochemii. Niezależnie od Jacobusa van ’t Hoffa w 1874 roku wyjaśnił zjawisko aktywności optycznej związków organicznych, wprowadzając hipotezę asymetrycznego atomu węgla w cząsteczce związku.